# Deutschland 1945 bis 1949

Erkennungsflagge für deutsche Handelsschiffe

Deutschland 1947: die vier Besatzungszonen, das Gebiet Groß-Berlins, das von Deutschland politisch unabhängige Saarland und die gemäß dem Potsdamer Abkommen unter polnische und sowjetische Verwaltung gestellten deutschen Ostgebiete

Die Besatzungszeit in Deutschland zwischen 1945 und 1949 war eine Phase zwischen dem Zusammenbruch des NS-Staats am Ende des Zweiten Weltkriegs und der Gründung der zwei deutschen Staaten, der Bundesrepublik Deutschland und der Deutschen Demokratischen Republik. Im Kalten Krieg gehörten sie zwei konkurrierenden Machtblöcken an.

## Die Lage nach Kriegsende

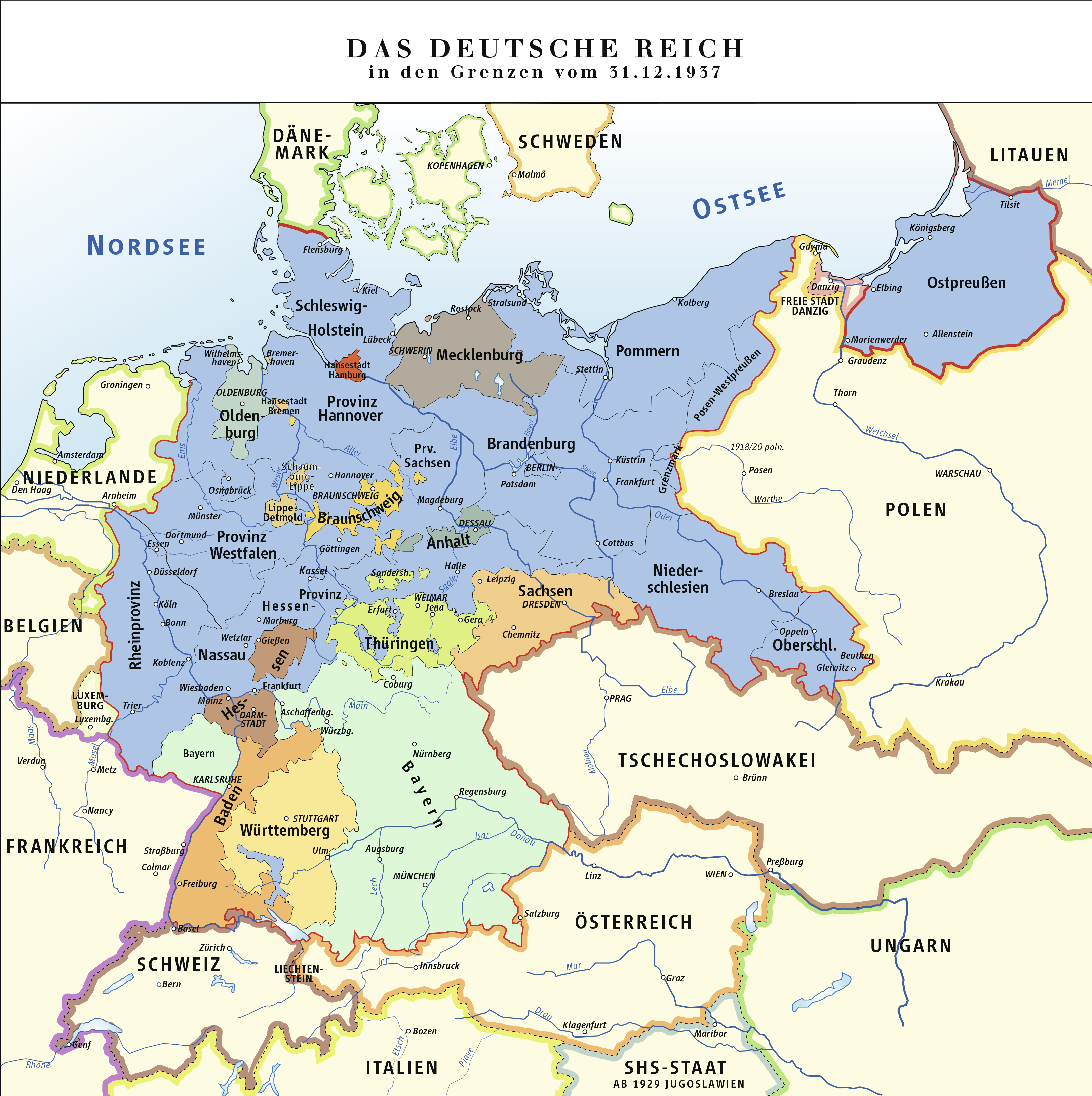
Deutschland in den Grenzen vom 31. Dezember 1937

Der Historiker Lutz Niethammer zählt die Jahre von der bedingungslosen Kapitulation der Wehrmacht und der Niederlage des Deutschen Reiches bis zur Neuorganisation beziehungsweise der Gründung zweier deutscher Staaten als Teile der deutschen Nation und damit den Beginn der 40-jährigen Geschichte deutscher Teilung zu den „kompliziertesten Abschnitten der deutschen Geschichte […], einem interdependenten Prozess, an dem alle Weltmächte beteiligt waren“.

### Situation vor der Besetzung
Die Staatsorganisation des Deutschen Reiches war schon vor dem Zusammenbruch nicht mehr voll funktionsfähig. Nachdem die Hauptsiegermächte die Obersten Reichsbehörden und die Nationalsozialistische Deutsche Arbeiterpartei (NSDAP) aufgelöst hatten, waren Bevölkerung und nachgeordnete Verwaltung weitgehend auf Selbstorganisation zurückgeworfen. Noch lange im Exil, bezeichnete Thomas Mann 1945 die Deutschen als „dies unglückselige Volk“. Die Westwanderung von 12 bis 14 Millionen Heimatvertriebenen und Flüchtlingen und der Zerfall der deutschen Wirtschaftsräume verschärften das soziale Elend.

### Übernahme der Regierungsgewalt durch die Alliierten
Ausgehend von seinem Gebietsstand von 1937 wurde das besetzte Deutschland aufgeteilt. Dies geschah auf Beschluss der Alliierten auf der Konferenz von Jalta (2. bis 11. Februar 1945). Die Ostgebiete (Oder-Neiße-Gebiete), die rund ein Viertel des Staatsgebietes ausmachten, waren von der sowjetischen Roten Armee direkt an die Volksrepublik Polen beziehungsweise an die Russische SFSR als eine der Unionsrepubliken der Sowjetunion zur Verwaltung übergeben worden. Die Russische SFSR verwaltete den heute zu Russland gehörenden, nördlichen Teil Ostpreußens, die restlichen Ostgebiete wurden seit 1945 von Polen verwaltet und gehören heute zu Polen.
Die verbliebenen zwei Drittel des Reichsgebiets wurden – mit Ausnahme Berlins und einiger kleiner Gebiete an der Westgrenze – in vier Besatzungszonen aufgeteilt:
- Amerikanische Besatzungszone
- Britische Besatzungszone
- Französische Besatzungszone
- Sowjetische Besatzungszone

Viersektorenstadt Berlin

Am 5. Juni 1945 übernahmen die Oberbefehlshaber der Vier Mächte (USA, Großbritannien, Frankreich und Sowjetunion) durch die Berliner Erklärung die oberste Regierungsgewalt über Gesamtdeutschland. Diese lag beim Alliierten Kontrollrat mit Sitz in Berlin.
Für Groß-Berlin erfolgte eine gemeinsame Besetzung der Alliierten und die Einrichtung der Alliierten Kommandantur für die Verwaltung des Stadtgebietes, wobei die Stadt selbst ebenfalls in vier Sektoren aufgeteilt wurde, welche jeweils einem alliierten Besatzungsregime unterworfen waren.
Vereinbarungsgemäß räumten bis Anfang Juli 1945 die Briten und die US-Amerikaner Thüringen und Anhalt sowie den Westen Sachsens, Mecklenburgs und der Provinz Sachsen, um sie der sowjetischen Besatzungsmacht zu überlassen, während sich die Rote Armee aus den drei Westsektoren Berlins zurückzog. Am 10. Juli rückten französische Besatzungstruppen in das Saarland ein, das von den US-Truppen verlassen wurde.
Die ersten Länder wurden im Juli 1945 in der Sowjetischen Besatzungszone gegründet; allerdings verfolgte die Sowjetunion dabei einen Einheitsstaat, in dem die Länder lediglich Verwaltungseinheiten sein sollten. Auch die Briten organisierten ihre Zone in Nordwestdeutschland eher zentralistisch. Die Amerikaner hingegen verfolgten in Süddeutschland ein föderalistisches Konzept, nach dem die Länder auch eine wichtige politische Rolle spielen sollten.
In der Atlantik-Charta, der Casablanca-Konferenz, der Konferenz von Teheran und der Erklärung von Jalta hatten die Alliierten die verschiedenen Strategien teilweise schon ab 1943 ausgearbeitet, als man von einem absehbaren Sieg über das nationalsozialistische Deutschland ausging. Trotzdem wurden die wechselhaften Ergebnisse der Besatzungspolitik sowohl von den Besatzungsmächten als auch von den Deutschen über lange Zeit als Provisorien betrachtet. Erst mit der Blockbildung im Kalten Krieg wurde aus Vorläufigem – vor allem aus der deutschen Teilung – scheinbar Endgültiges.

### Potsdamer Konferenz

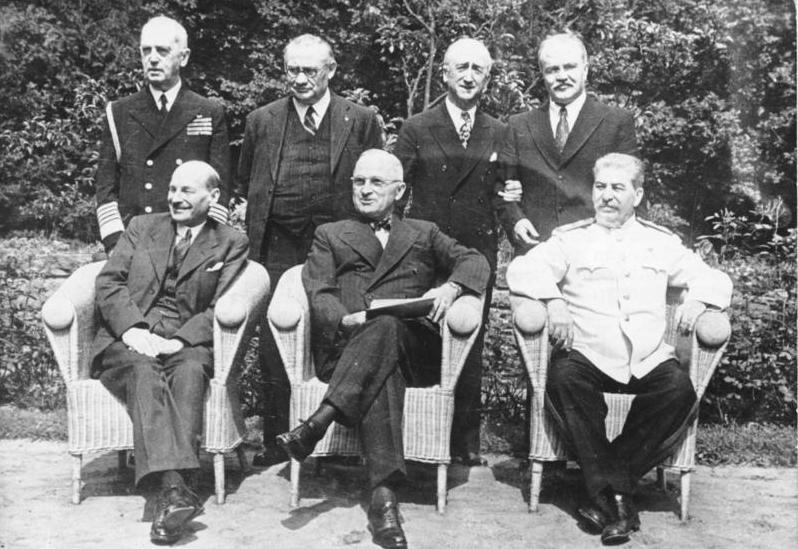
Sitzend von links nach rechts: der neue britische Premierminister (und Nachfolger Churchills nach dessen überraschender Wahlniederlage) Clement Attlee, US-Präsident Truman und der sowjetische Generalissimus Stalin auf der Potsdamer Konferenz

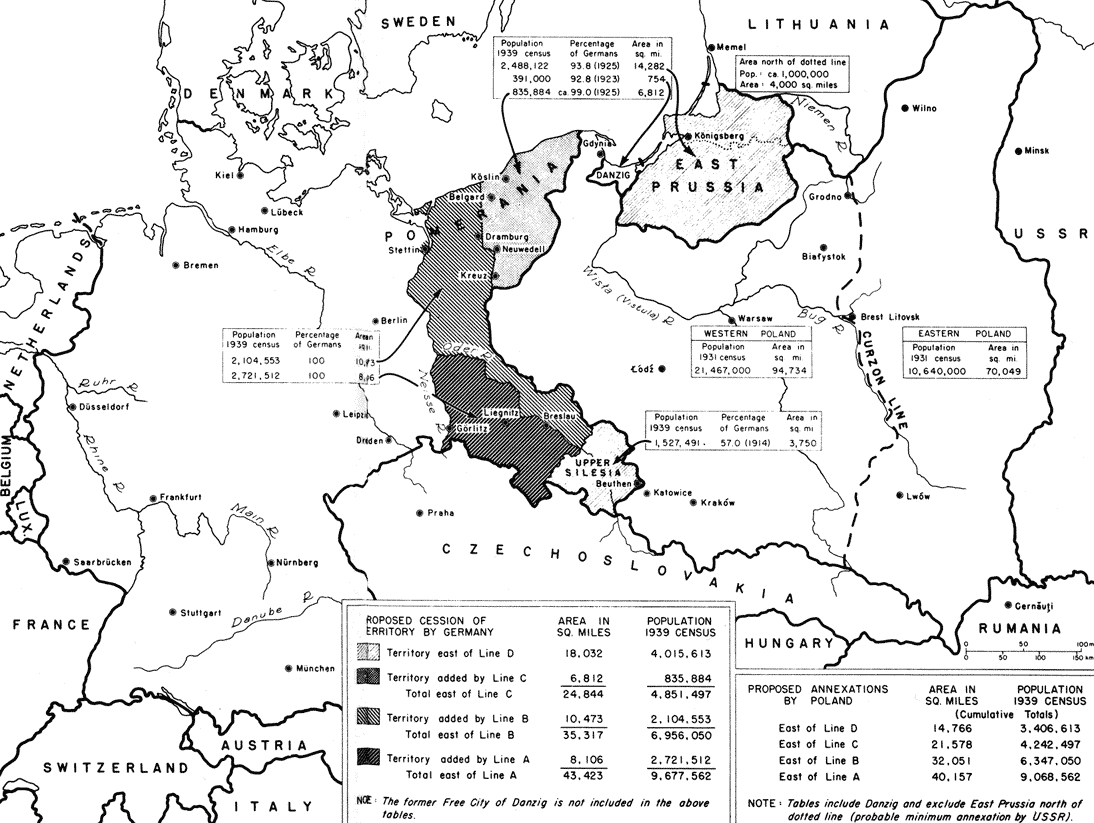
U.S. Department of State, Karte vom 10. Januar 1945: Germany – Poland Proposed Territorial Changes – Secret („Vorschlag zur Gebietsveränderung – Geheim“). Vier Vorschläge des amerikanischen Außenministeriums, genutzt während den Konferenzen von Jalta und Potsdam.

Mitte Juli waren Winston Churchill, Harry S. Truman und Josef Stalin in Deutschland, um in einer Dreimächtekonferenz der Hauptalliierten auf höchster Ebene über das weitere Vorgehen zu beraten. Als wichtigste Ergebnisse wurden am 2. August 1945 beschlossen:
- die Demokratisierung Deutschlands
- die Dezentralisierung seiner Wirtschaft
- die Einrichtung eines gemeinsamen Kontrollrates für Deutschland als Organ gemeinsamer Besatzung der Siegermächte, das u. a. die Einheit Deutschlands als Wirtschaftsgebiet bewahren sollte
- die Demilitarisierung des Landes
- die Denazifizierung (Entnazifizierung) der Deutschen
- die Einrichtung eines Internationalen Militärtribunals (→ Nürnberger Prozesse)
- die faktische Abtrennung der Gebiete östlich der Oder-Neiße-Linie, indem sie unter einstweilige polnische Verwaltung gestellt wurden

Die Forderung nach einem „ausgeglichenen Wirtschaftsleben in ganz Deutschland“ wurde schon bald durch die Auseinanderentwicklung der Wirtschaftsverhältnisse in den besetzten Zonen (auch eine Folge der zunehmenden Konfrontation der politischen Blöcke im Kalten Krieg) Makulatur.
Über die sowjetischen Reparationsforderungen kam es bei der Konferenz bereits zu einem ersten Eklat mit den Vereinigten Staaten von Amerika. Die Feierlichkeiten zum Sieg über Japan begingen die Alliierten aber noch gemeinsam vor dem Brandenburger Tor. Im September 1945 wurde mit dem Wanfrieder Abkommen ein geringfügiger Gebietstausch zwischen amerikanischer und sowjetischer Besatzungszone vereinbart.

### Kriegsgefangene

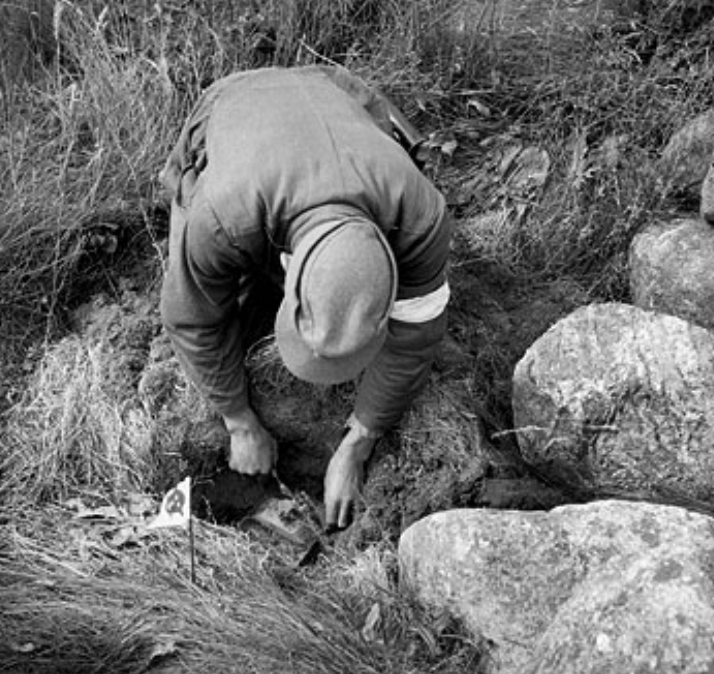
Deutsche Kriegsgefangene beim Minenräumen, Stavanger, August 1945. Norwegen zwang nach dem Zweiten Weltkrieg deutsche Kriegsgefangene zur Zwangsarbeit als Minenräumer, bis zum 29. August 1945 kamen dabei 275 von ihnen ums Leben.

Insgesamt befanden sich 1945 elf Millionen deutsche Soldaten in Gefangenschaft, fünf Millionen von ihnen kamen recht schnell wieder in Freiheit. In den letzten Wochen vor dem Kriegsende ergaben sich allein den Amerikanern vier Millionen deutsche Soldaten. Die Amerikaner hatten schwerwiegende logistische Probleme, diese riesige Zahl an Kriegsgefangenen ausreichend mit Lebensmitteln, Medikamenten und Unterkünften zu versorgen. Im Frühjahr 1946 wurde dem Internationalen Komitee vom Roten Kreuz schließlich erlaubt, Besuche abzuhalten und den Kriegsgefangenen in der amerikanischen Zone begrenzte Mengen an Nahrungsmitteln zukommen zu lassen.
(Zu Deutschen in amerikanischem Gewahrsam 1945 siehe Rheinwiesenlager.)
Über 700.000 Kriegsgefangene stellten die USA den Franzosen zum Wiederaufbau ihres Landes zur Verfügung. Frankreich zwang etwa 50.000 zur hochriskanten Zwangsarbeit als Minenräumer. Einige mussten unter harten Bedingungen im Bergbau arbeiten. Viele konnten erst 1948 in die Heimat zurückkehren. Für solche in sowjetischer Kriegsgefangenschaft war die Aussicht zu überleben schlecht – etwa 30 Prozent starben. Die letzten kamen erst 1956 nach Deutschland zurück, die so genannte Heimkehr der Zehntausend.

### Displaced Persons

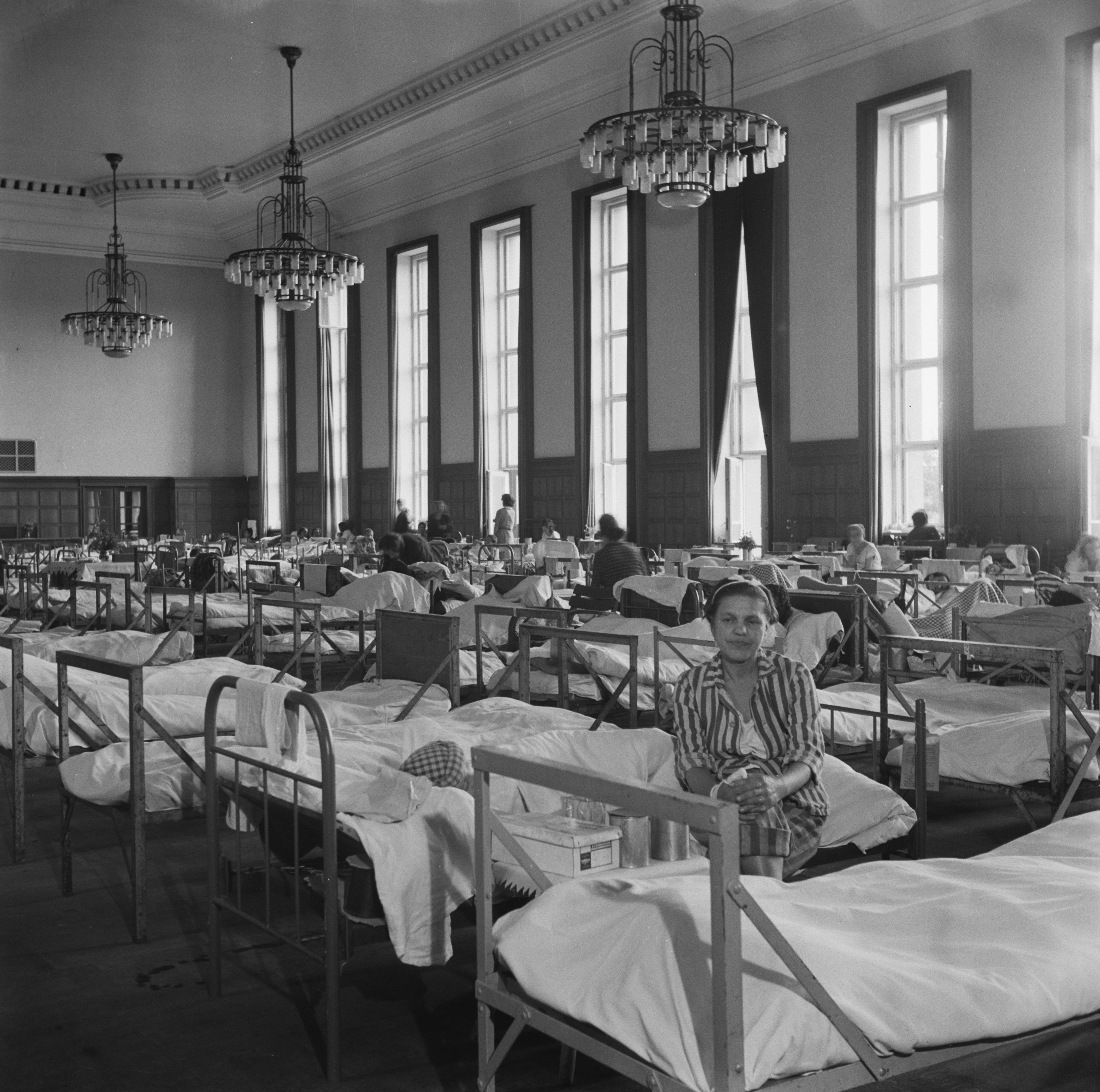
Fleckfieber-Krankenlager im ehemaligen Offizierskasino, DP-Camp Belsen, 1945

Nach dem Krieg gab es in den westlichen Besatzungszonen 6,5 bis 7 Millionen so genannte displaced persons (DP), also ehemalige Zwangsarbeiter, KZ-Häftlinge, Kriegsgefangene und osteuropäische Arbeiter. Jüdische Überlebende waren eine relativ kleine Gruppe von etwa 50 bis 75 Tausend Menschen. Nach Pogromen in Osteuropa im Sommer 1946 flüchteten nochmals 150 bis 200 Tausend Juden in die westlichen Besatzungszonen. Die Betreuung (Unterbringung, Verpflegung und Kleiderzuteilung) erfolgte unter Militäradministration zunächst in DP-Lagern die teilweise umfunktionierte Gefangenen- und Konzentrationslager waren. Die Insassen hatten Anspruch auf Essensrationen mit mindestens 2000 Kilokalorien (kcal) pro Tag, während der örtlichen Bevölkerung nur 1200 kcal zugestanden wurden. Als durch den Harrison-Report vom August 1945 die Missstände in den Lagern offenbart wurden, kamen die Lager unter die Verwaltung der internationalen Hilfsorganisation UNRRA und private Hilfsorganisationen wie das Joint Distribution Committee (JDC), die Quäker, YMCA und YWCA und kirchliche Organisationen halfen.
Die Rückführung der Displaced Persons in die Ostblockstaaten war aus ideologischen Gründen und weil viele Gefangene und Zwangsarbeiter als Kollaborateure angesehen wurden schwierig. In den jüdischen Lagern wuchs der Zionismus und die meisten dieser Lager konnten in den Jahren 1949 bis 1951 nach dem Palästinakrieg und der Lockerung der amerikanischen Einwanderungspolitik aufgelöst werden. Das letzte DP-Lager in der Bundesrepublik konnte erst 1957 aufgelöst werden.

### Trümmer- und Kulturfrauen

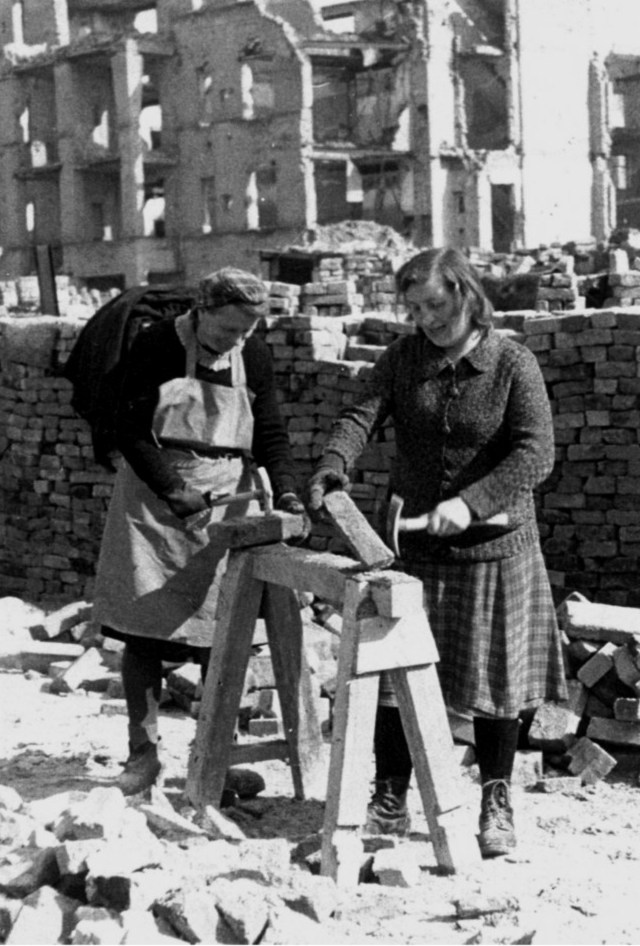
Berliner Trümmerfrauen etwa 1947

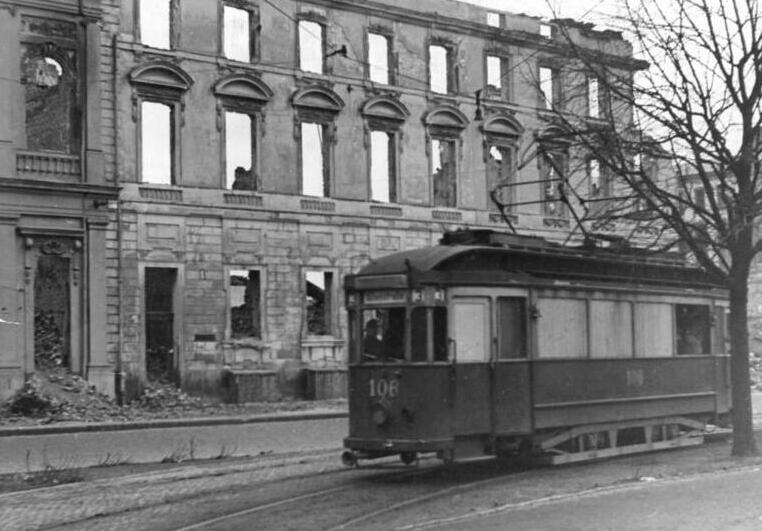
Straßenbahn mit Behelfsverglasung vor einer Ruine, Potsdam 1945

Am 29. Mai 1945 wurde die Meldepflicht für alle Frauen zwischen 15 und 65 Jahren in Berlin eingeführt. Die Arbeit als „Trümmerfrau“ brachte bessere Lebensmittelkarten ein. Frauen, die in den ersten Nachkriegsjahren die Hauptlast des Wiederaufbaus in deutschen Städten trugen, entwickelten in dieser Zeit ein neues Selbstverständnis und -bewusstsein. Auf dem Land gab es die sogenannten Kulturfrauen, Baumpflanzerinnen, die die von Bomben zerstörten oder wegen Brennholz gerodeten Wälder wieder aufforsteten. Auf der alten 50-Pfennig-Münze wurde ihnen ein Denkmal gesetzt.
Das konservativere Klima der späteren Jahre unter Bundeskanzler Konrad Adenauer sollte die emanzipativen Ansätze aber weitgehend wieder zurückdrängen – zumindest in Westdeutschland. Im Zuge des Wirtschaftsaufschwungs in Westdeutschland ging die Anzahl der Waldarbeiterinnen drastisch zurück. Viele wanderten in die neu entstandenen Fabrikhallen ab. Waren beispielsweise im Bereich des Forstamts Crailsheim 1953 noch über 200 Frauen beschäftigt, betrug ihre Zahl 1963 weniger als die Hälfte, und 1987 gab es nur noch Arbeit für drei Waldarbeiterinnen. Schon im ersten Deutschen Bundestag von 1949 waren Frauen anteilsmäßig spärlicher vertreten als noch im Reichstag der Weimarer Republik.

## Wirtschaft

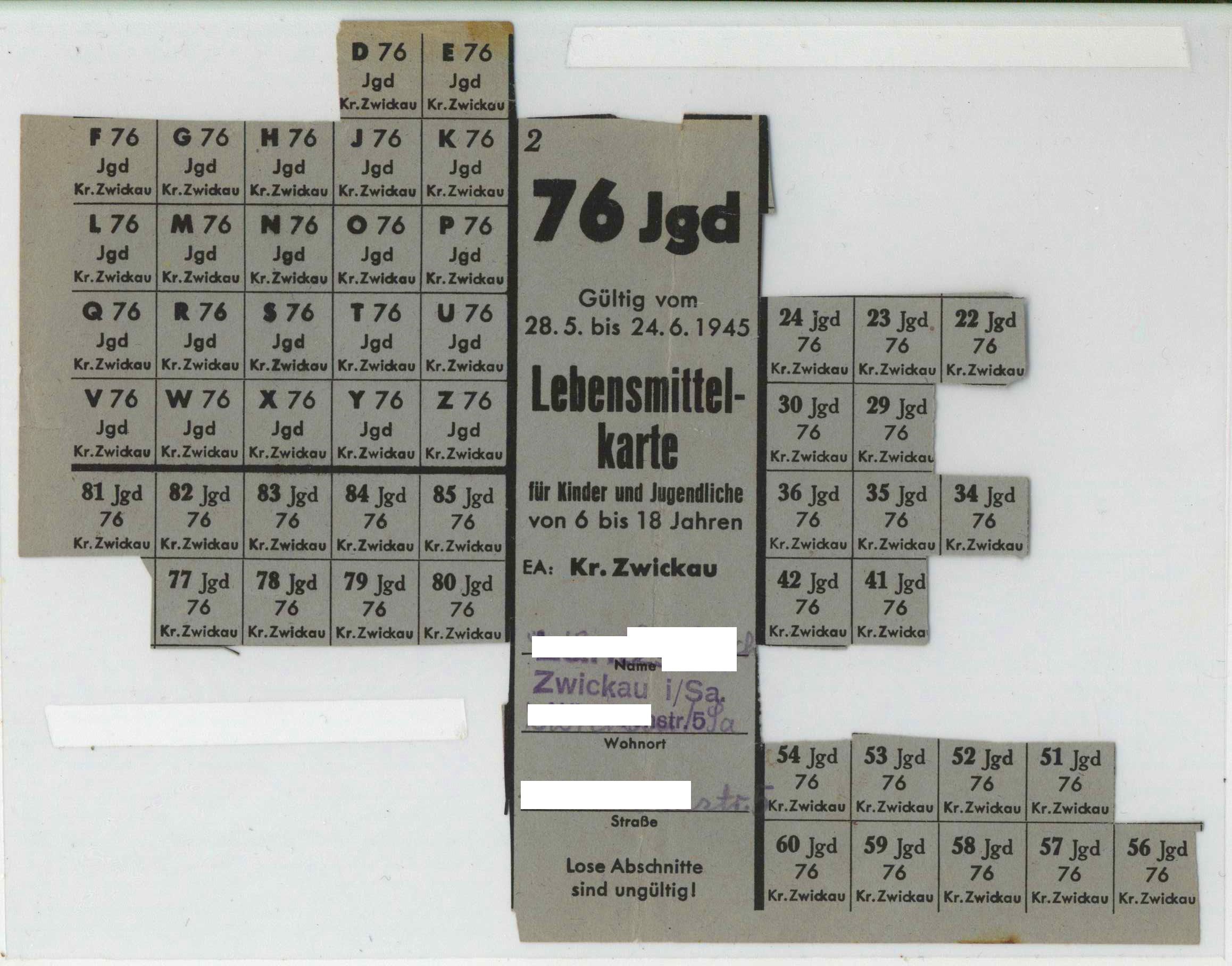
Lebensmittelkarte von 1945

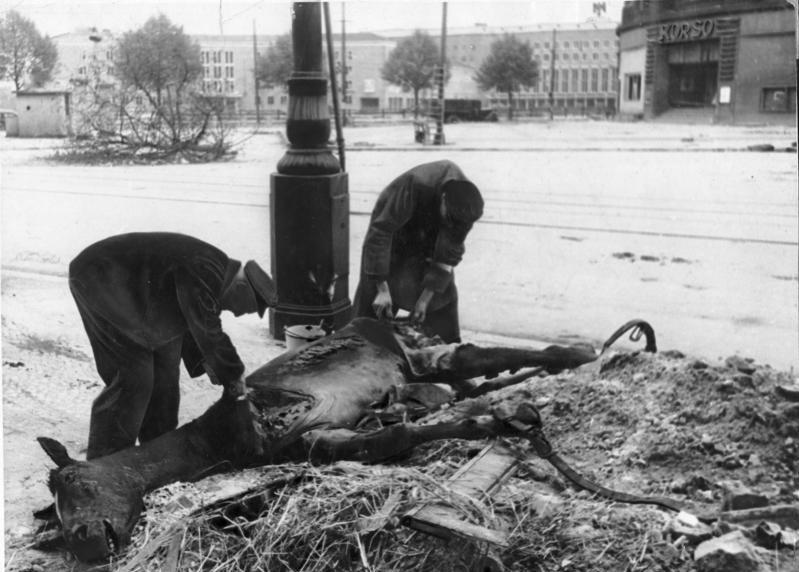
Berliner zerlegen ein verendetes Pferd (Mai 1945)

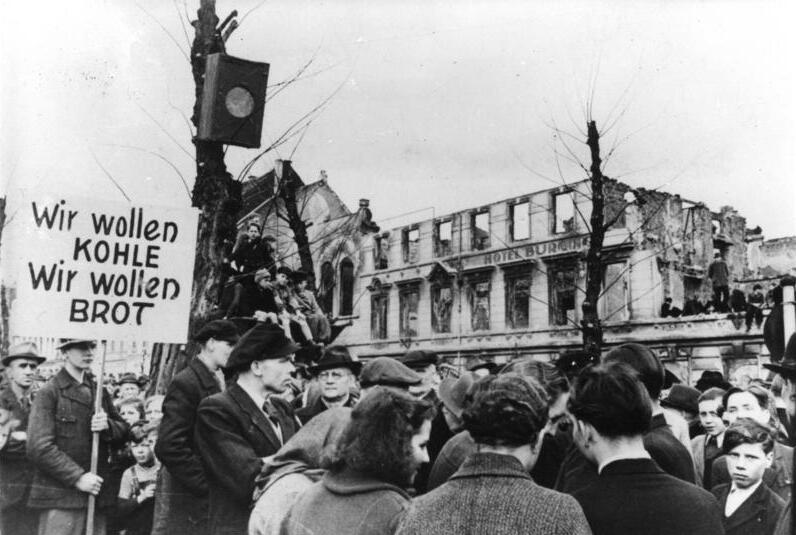
Hungerwinter 1947. Wegen der katastrophalen Ernährungslage legten am Montag, 31. März 1947, in Krefeld Tausende die Arbeit nieder und versammelten sich zu einer Protestkundgebung auf dem Karlsplatz.

### Lebensmittelversorgung

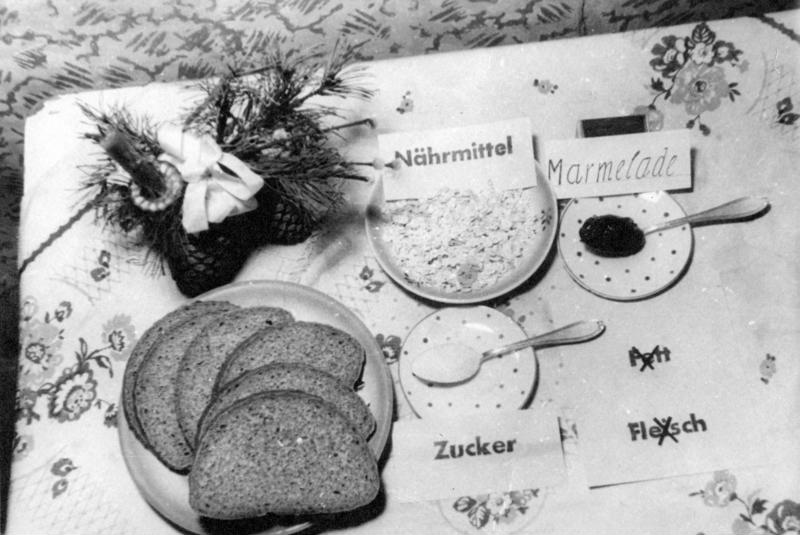
Die Tagesration eines Normalverbrauchers in der britischen Besatzungszone (1948)

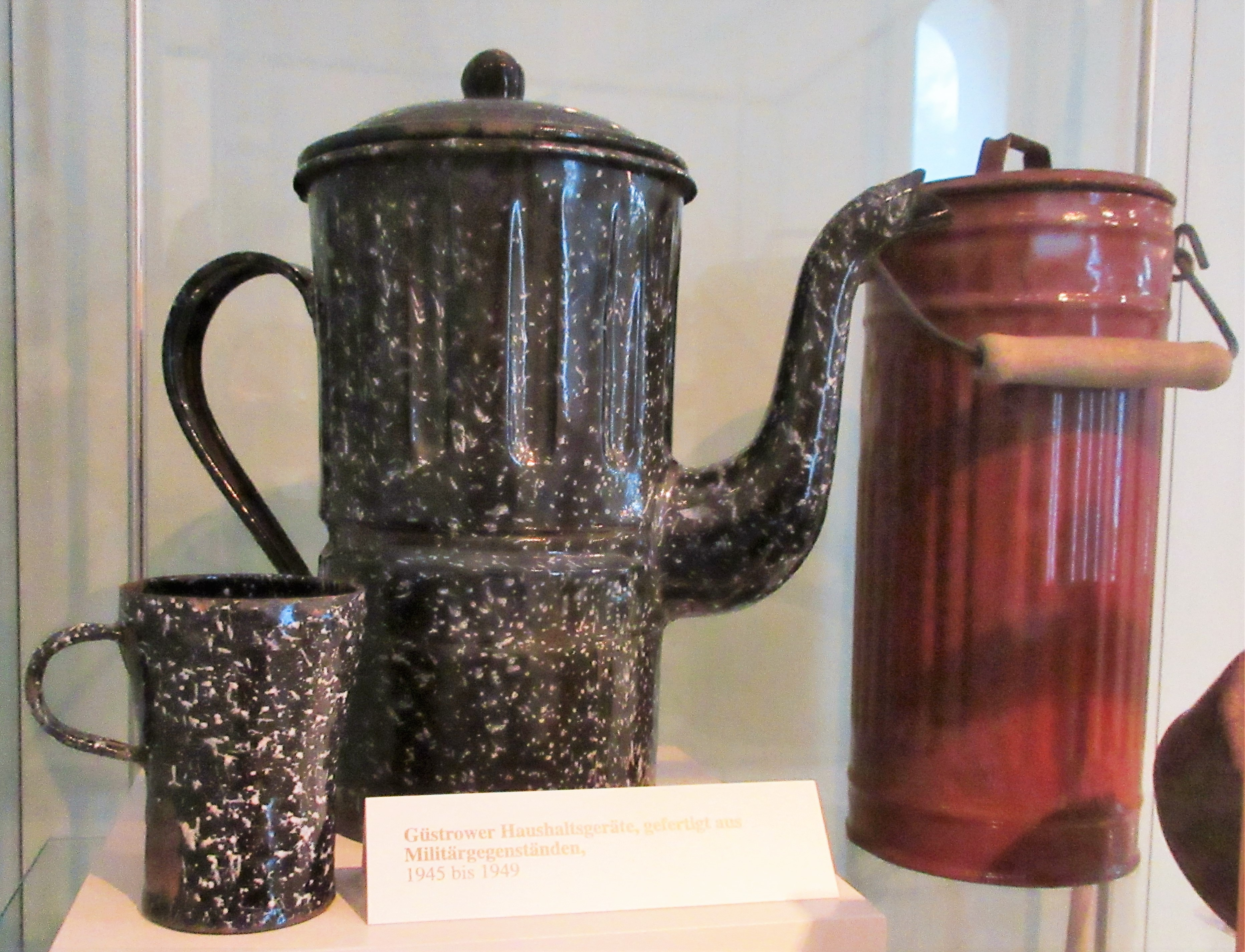
Haushaltsgeräte aus umgebauten Militärgegenständen (1945–1949), Stadtmuseum Güstrow

Die allgemeine Lebensmittelversorgung war schlecht und man bekam nicht genug zu essen. Viele Menschen starben in den ersten Nachkriegswochen an Hunger oder Durst – insbesondere Säuglinge und Kleinkinder, weil keine Milch vorhanden war. Die Durchschnittsversorgung pro Tag erreichte z. B. in Bayern gerade 1000 kcal. Die „Cooperative for American Remittances for Europe“ (CARE) schickte Versorgungs-Pakete, aber bis zum 5. Juni 1946 war es verboten, CARE-Pakete nach Deutschland zu schicken. Als Teil der Bestrafungsphilosophie wurde US-Truppen die Bereitstellung von Hilfe, insbesondere von Nahrungsmitteln an hungrige Deutsche verboten. Amerikanische Haushalte im besetzten Deutschland wurden angewiesen, deutschen Hausangestellten keine Speisereste zu überlassen; alle überschüssigen Lebensmittel mussten vernichtet oder ungenießbar gemacht werden. Die alliierten Besatzungsmächte gaben in ihren jeweiligen Sektoren neue Lebensmittelmarken aus, die entsprechend der Schwere der Arbeit in Verbrauchergruppen (Kategorien) von I bis V eingestuft wurden. Die dafür ausgegebenen Rationen wurden wöchentlich neu entsprechend den Möglichkeiten festgelegt.

### Demontagen

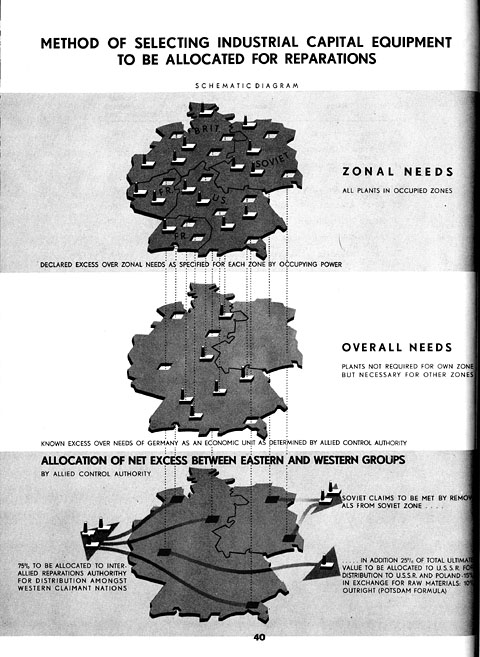
OMGUS-Schema eines Demontageplans von 1945

In der Sowjetischen Besatzungszone (SBZ) standen als Reparationsmaßnahmen intensive Industriedemontagen im Vordergrund, da die Sowjetunion die Hauptlast beim Kampf gegen das nationalsozialistische Deutschland tragen musste. Es starben rund 27 Millionen sowjetische Zivilisten und Soldaten während des Krieges, und die Wehrmacht hatte über ARLZ-Maßnahmen der Wirtschaftsorganisation Ost beim Rückzug das Land verwüstet und die Industrieanlagen demontiert.
Die Demontagen in den Fabriken wurden durch die Arbeiter durchgeführt, die an den Maschinen oft jahrelang gearbeitet hatten. Aus natürlicher Abneigung gegen diese Maßnahmen wurde immer wieder „vergessen“, für den Betrieb notwendige Einzelteile auch zu verpacken. Damit war bei einem Wiederaufbau in der Sowjetunion eine weitere Nutzung meist ausgeschlossen. Daher beendete man schon frühzeitig die Demontagen vor Ort, überführte die geeigneten Betriebe in Sowjetische Aktiengesellschaften und transportierte dann die „überprüften“ Fertigprodukte als Reparationsleistung ab.
Allein von 1945 bis Ende 1946 wurden 1000 Betriebe abgebaut, bis März 1947 fast 12.000 Kilometer Schienen als Reparation demontiert. Mit der Deutschen Wirtschaftskommission (DWK) wurde ab Frühjahr 1948 die Umwandlung zur Planwirtschaft begonnen. Im Gegensatz zur Praxis in den drei westlichen Besatzungszonen (→ Trizone) diente die „Entnazifizierung“ in der SBZ auch zu massiven Enteignungen und gesellschaftlichen Umverteilungen und Umstrukturierungen (Bodenreform ab September 1945 u. a.). Trotzdem sollte sich die aus der Sowjetzone hervorgegangene DDR zu einem der wohlhabenderen Länder des Ostblocks entwickeln, welches allerdings stets dem ökonomischen Niveau der Bundesrepublik Deutschland hinterherhinkte.
Auch in den westlichen Besatzungszonen fanden Demontagen statt. Sie wurden nach einem im März 1946 aufgestellten Industrieplan begonnen, nach dem 1500 Betriebe demontiert werden sollten, um das Produktionsniveau auf rund 50 Prozent von 1938 zurückzuschrauben. Noch am 13. Juni 1949 gingen belgische Soldaten gegen deutsche Arbeiter vor, die mit Barrikaden die Demontage eines Hydrierwerks verhindern wollten.
Nach dem Zweiten Weltkrieg stand die Ruhrfrage erneut auf der politischen Tagesordnung. Durch das Ruhrstatut wurde am 28. April 1949 eine Internationale Ruhrbehörde in Düsseldorf errichtet. Das Ziel war die Kontrolle der westdeutschen Schwerindustrie durch eine Begrenzung der Produktion sowie die Entscheidung, wie viel Kohle und Stahl Deutschland selbst erhalten durfte und wie viel davon zu exportieren war. Die Demontagepläne wurden zuletzt im Petersberger Abkommen vom 22. November 1949 revidiert. Im Januar 1951 waren die Demontagen schließlich beendet.
Der Gesamtwert der demontierten Anlagen wird für Westdeutschland auf bis zu 5,4 Mrd. DM geschätzt, für die Sowjetische Besatzungszone beziehungsweise die DDR auf bis zu 5 Mrd. DM.

### Wiederaufbau

#### Westzonen
Eine eigentliche „Stunde Null“ gab es für die deutsche Wirtschaft nicht: Deutschland lag keineswegs zur Gänze in Trümmern. Der Historiker Niethammer formuliert es kühl:

„[…] in der Bilanz hatten die Bomber die deutsche Industrie nicht ausgelöscht, sondern ihre Expansion im Krieg abrasiert, die Menschen- und Qualifikationsverluste des Krieges wurden durch den Zuzug aus dem Osten und die Leistungsbereitschaft der auf ein elementares Existenzniveau herabgedrückten Bevölkerung mehr als ausgewogen.“

Am 6. September 1946 hielt der US-amerikanische Außenminister James F. Byrnes in Stuttgart die Rede der Hoffnung und kündigte damit die Bizone an. Auch verwarf er die Friedensmöglichkeiten des Morgenthau-Plans von 1944. Die US-Politik änderte sich daraufhin. Die seit April 1945 gültige Direktive JCS 1067 sagte aus, dass die Militärgouverneure keine Schritte unternehmen durften, „die (a) zum wirtschaftlichen Wiederaufbau Deutschlands führen könnten oder (b) geeignet sind, die deutsche Wirtschaft zu erhalten oder zu stärken.“ Sie wurde ab 1946 nur abgeschwächt angewandt. Auf Initiative Lucius D. Clays erstellte Lewis H. Brown das Gutachten A Report on Germany mit Sanierungsempfehlungen, das auch die Ablösung der Direktive JCS 1067 mit Resten des Morgenthauschen Gedankenguts forderte. Dies geschah im Juli 1947. Mitte 1947 stellte US-Außenminister George C. Marshall in Harvard sein Wirtschaftsförderungsprogramm für Europa vor. Nun hieß es: „Für ein geordnetes und blühendes Europa sind die wirtschaftlichen Beiträge eines stabilen und produktiven Deutschlands ebenso notwendig wie die Beschränkungen, die die Garantie geben sollen, dass der destruktive Militarismus in Deutschland nicht wieder aufleben kann.“
In diesem Rahmen erhielt Westdeutschland von 1948 bis 1952 ca. 1,4 Milliarden US-Dollar von den USA. Die Maßnahmen des Marshallplans griffen auch in Deutschland, wobei diese Wirkung eher psychologische als rein materielle Gründe hatte. 1953 wurde beschlossen, dass die Bundesrepublik Deutschland ca. 1,1 Milliarden US-Dollar zurückzuzahlen hatte.
Zur Wiederbelebung des Wohnungsbaus und Schaffung notwendigen Wohnraums für Flüchtlinge und Heimatvertriebene wurde 1949 auf Initiative der Deutschen Gewerkschaften das erste systematische, bis heute größte einheitliche und zentral gelenkte Wohnungsbauprogramm in Westdeutschland, das ERP-Sonderprogramm „Bau von 10.000 Flüchtlingswohnungen“ realisiert. Die dazu verwendeten 40 Millionen Mark stammten aus dem Marshallplan. Die Grundsteinlegung des Sonderprogramms fand am 5. März 1950 durch Hans Böckler in der später nach ihm benannten „Böcklersiedlung“ in Neumünster als größtes Einzelbauvorhaben des Sonderprogramms statt. Dessen erstes Projekt gilt als baulicher Beginn des systematischen Sozialen Wohnungsbaus in der Bundesrepublik.
Die Kosten der Besatzung von über 2,4 Milliarden US-Dollar pro Jahr wurden Westdeutschland übertragen.
Über einen Zeitraum von zwei Jahren nahmen die USA alle deutschen Patente und Industriegeheimnisse an sich, nach Professor John Gimbel in „Science Technology and Reparations: Exploitation and Plunder in Postwar Germany“ zu einem Wert von fast 10 Milliarden US-Dollar. Auch die Briten bemächtigten sich Geschäftsgeheimnissen durch Entführung deutscher Wissenschaftler und Techniker sowie durch Internierung deutscher Geschäftsleute, wenn diese ihre Geschäftsgeheimnisse nicht offenbaren wollten. Adenauer schrieb, dass der Schaden an der deutschen Wirtschaft sehr hoch war und sich kaum beziffern ließ. Die beschlagnahmten Geräte enthielten Elektronenmikroskope, waren u. a. Kosmetik, Textilmaschinen, Tonbandgeräte, Insektizide, eine einzigartige Schokoladen-Verpackungsmaschine, ein Miststreuer, Schlittschuhschleifer, Papierservietten-Maschinen und andere Technologien, von denen fast alle entweder in die Industrie der Vereinigten Staaten übernommen wurden oder in ihrer Qualität amerikanischen Produkten überlegen waren. Laut Adenauer hatten die Patente von IG-Farben nach der Erklärung eines amerikanischen Sachverständigen der US-Chemieindustrie einen Vorsprung von mindestens zehn Jahren gegeben.
Projekt Safehaven war ein US-amerikanisches Programm, parallel zur Operation Overcast (inklusive Operation Paperclip), um die deutsche Forschung zu behindern und die deutschen Forscher von Emigration in Ländern wie Spanien oder Argentinien abzuhalten. Die US-Streitkräfte konzentrierten sich auf Sachsen und Thüringen. Viele Berliner Forschungseinrichtungen waren dorthin evakuiert worden. Bis 1947 hatte Projekt Safehaven schätzungsweise 1800 Techniker und Wissenschaftler gefangen genommen, zusammen mit 3700 Familienmitgliedern. Sie wurden für drei Jahre in ländlichen Gebieten gefangen gehalten, in denen es weder Arbeit noch Forschungseinrichtungen gab. Nach John Gimbel setzten die USA einige der besten Köpfe in Deutschland für drei Jahre auf Eis und beraubten auf diese Weise den deutschen Wiederaufbau seiner Kompetenz.

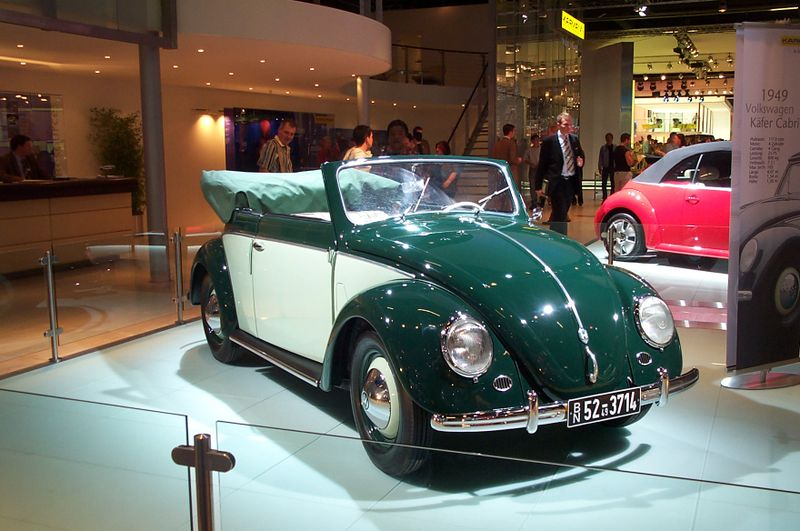
VW-Käfer-Cabriolet (1949)

Das für die Produktion des „KdF-Wagens“ gebaute Volkswagenwerk Wolfsburg sollte demontiert und nach Großbritannien verschifft werden. Aber kein britischer Hersteller war an dem Werk und seinem Produkt interessiert: „Das Fahrzeug entspricht nicht den grundlegenden technischen Anforderungen an ein Automobil […], es ist ziemlich unattraktiv für den durchschnittlichen Käufer […]“. Es sei für das Unternehmen unwirtschaftlich, das Auto kommerziell zu bauen.
Unter britischer Verwaltung konnten 1945 in den Wolfsburg Motor Works trotz Versorgungsengpässen und zerstörter Verkehrsinfrastruktur fast 2.000 VW Käfer gebaut werden; im Jahr darauf waren es bereits rund 10.000 Fahrzeuge. Ungefähr ein Viertel der Wagen ging in den Export. VW löste bald darauf Opel als größten deutschen Automobilproduzenten ab.
Bis 1950 wurde im Westen bereits wieder das Niveau des Bruttosozialprodukts von 1936 erreicht.

#### Sowjetische Besatzungszone
In der Sowjetischen Besatzungszone koordinierte die Deutsche Wirtschaftskommission den wirtschaftlichen Wiederaufbau. Sie stellte die Reparationszahlungen an die Sowjetunion sicher und betrieb den Aufbau einer sozialistischen Zentralverwaltungswirtschaft. Als wenige Tage nach der westdeutschen Währungsreform in der SBZ ebenfalls eine Währungsreform stattfand, bedeutete dies das Ende einer gesamtdeutschen Währung.
Bis zum Frühjahr 1948 waren 9200 Firmen entschädigungslos enteignet worden, was 40 % der Bruttoproduktion der SBZ betraf.
Die Versorgung der Bevölkerung mit Lebensmitteln war zunächst besser als im Westen, verschlechterte sich aber infolge der Bodenreform, da viele der neu geschaffenen kleinbäuerlichen Stellen, auf denen häufig Flüchtlinge und Vertriebene angesiedelt wurden, keine befriedigende Produktion in Gang setzen konnten.
Den geringeren Schäden durch direkte Kriegseinwirkungen standen die ungleich höheren Reparationsschäden gegenüber. Wurden in den Westzonen nur ca. 5 Prozent des Anlagevermögens von 1944 demontiert, so lag dieser Anteil für die SBZ zwischen 30 und 50 Prozent. Inklusive der Kosten für die Besatzung beliefen sich die sowjetischen Reparationen auf ungefähr 12,2 Mrd. US-Dollar.

### Presse
In allen Besatzungsgebieten gaben die alliierten Truppen Zeitungen heraus, um die Bevölkerung mit wichtigen Informationen zu versorgen (siehe Heeresgruppenpresse). Andere Zeitungen mussten bis 1949 lizenziert sein. So sollte verhindert werden, dass Nationalsozialisten oder andere Demokratiegegner publizistisch tätig wurden (siehe Lizenzzeitung). Darüber hinaus sicherte die Sowjetische Militäradministration in Deutschland (SMAD) in der Sowjetischen Besatzungszone und im Ostsektor von Berlin die Linientreue der Publikationen durch Materialzuteilungen. Ausreichend Druckpapier erhielten nur Blätter, die der KPD und später der SED nahestanden. Ab 1949 fiel in den Westzonen der Lizenzzwang fort, in der 1949 gegründeten DDR erst im Februar 1990.
Die „Aachener Nachrichten“ erscheinen seit dem 24. Januar 1945 und sind damit die am längsten ununterbrochen erscheinende Zeitung Deutschlands. Die erste Lizenz der amerikanischen Militärverwaltung wurde am 1. August 1945 an die „Frankfurter Rundschau“ vergeben. Die „Süddeutsche Zeitung“ erschien erstmals am 6. Oktober 1945 in München, wenn auch zunächst nur zweimal in der Woche und lediglich im Umfang von vier Seiten. Die Lizenz für die Programmzeitschrift „Hörzu“ war ein Faktor für den Aufstieg des Axel-Springer-Verlags. Die erste Ausgabe des „Neuen Deutschland“ erschien im April 1946 im Ostsektor Berlins. „Die Welt“ und „Die Zeit“ erscheinen seit 1946, „Der Spiegel“ seit Anfang 1947.

### Lokales
Mitte 1947 waren bereits wieder alle Berliner U-Bahn-Strecken in Betrieb. Die Taxinutzung war vorerst noch Personal der Alliierten vorbehalten. Noch vor der Währungsreform eröffnete das Berliner Warenhaus Hertie. Zahlreiche Umtauschstellen hatten großen Zulauf, u. a. wurde hier auch mit selbst angebautem Tabak („Strunken“) gehandelt. Waffen und Militärgüter wurden zivil umgenutzt, aus Flugzeugreifen wurden so beispielsweise Schuhsohlen. Bis August 1947 trafen 450.000 entlassene Kriegsgefangene in der ehemaligen Reichshauptstadt ein, 120.000 blieben.
Im extrem langen und kalten Winter 1946/47 wurde das Heizmaterial knapp. In Berlin und anderen Städten wurden Straßenbäume zu Heizzwecken gefällt. Vielerorts waren auch die Vorkriegs- und Kriegsvorräte an Lebens- und Betriebsmitteln aufgebraucht, die Lage war daher teilweise kritischer als noch 1945.

## Flüchtlinge und Vertriebene

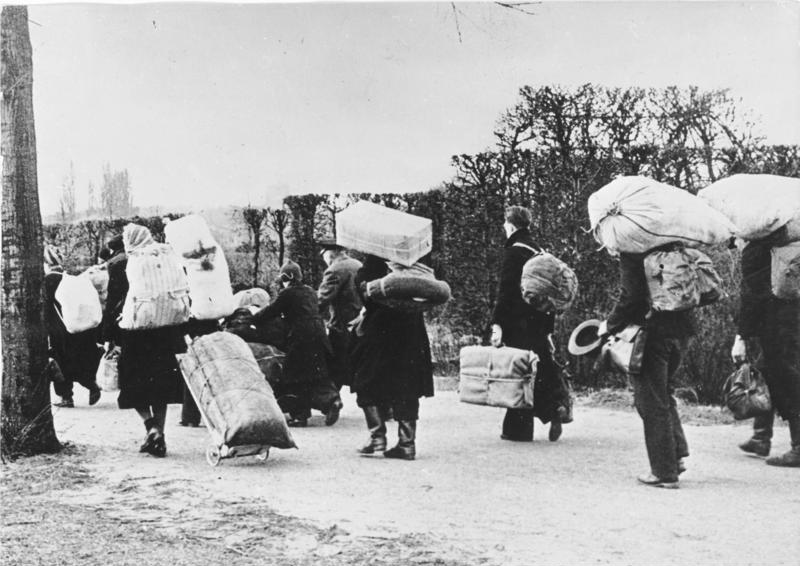
Flüchtlinge in Richtung Westen, 1945

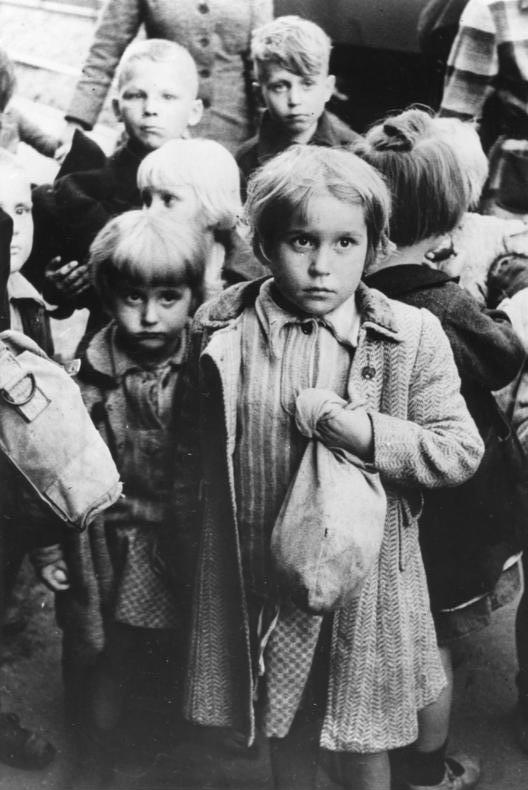
Deutsche Kinder aus den polnisch verwalteten Gebieten in einem kleinen Ort Westdeutschlands angekommen (August 1948).

### Herkunft
Nach dem Zweiten Weltkrieg erreichten über zwölf Millionen (bis 1948 etwa 11,7 Mio.) Deutsche als Heimatvertriebene aus östlichen Gebieten die Besatzungszonen des verbliebenen Deutschlands.
Die meisten davon, über sieben Millionen, kamen im Rahmen der Westverschiebung Polens aus den sogenannten deutschen Ostgebieten, also im Wesentlichen aus Schlesien, der Neumark, Pommern und Ostpreußen. Weitere drei Millionen waren die Sudetendeutschen, die das Sudetenland verlassen mussten. Etwa 670.000 Deutsche kamen aus Polen bzw. den während des Zweiten Weltkrieges von Deutschland annektierten polnischen Gebieten, weitere 800.000 aus sonstigen osteuropäischen Staaten.

### Eingliederung
1,7 Millionen Flüchtlinge und Vertriebene ließen sich in der Nachkriegszeit in Bayern nieder, ihr Anteil an der dortigen Wohnbevölkerung betrug zeitweise 20 Prozent. Die Wirkung dieser Bevölkerungsbewegung auf die Sozialstruktur war dabei unterschiedlich. Einerseits wurden vormals religiös und sozial weitgehend homogene Gebiete durchmischt, progressive Tendenzen waren zu beobachten – so stammten nicht wenige Jungunternehmer und Fachkräfte der späteren Bundesrepublik aus den Vertriebenenkohorten. Andererseits brachten die Deutschen aus den Ostgebieten oft eine eher konservativ-ländliche Kultur mit; einige restaurative Tendenzen Westdeutschlands in den 1950er Jahren können zum Teil darauf zurückgeführt werden. Die erbrachten Integrationsleistungen bleiben jedoch bemerkenswert.
Die britische Zone hatte am 1. April 1947 einen Bevölkerungszuwachs von 3,67 Millionen gegenüber 19,8 Millionen Einwohnern in der Vorkriegszeit zu verzeichnen. Die Einwohnerzahl der US-Zone vergrößerte sich um 3,25 Millionen, die der sowjetischen Zone um 3,16 Millionen. Die französische Zone nahm dagegen nur wenige Flüchtlinge auf.
In der sowjetischen Besatzungszone und späteren DDR stellten die offiziell als Umsiedler oder Neubürger bezeichneten Vertriebenen 24,1 Prozent der Nachkriegsbevölkerung, während ihr Anteil in Westdeutschland damals 15,7 Prozent betrug. Entsprechend schwieriger gestaltete sich die gesellschaftliche Integration. Das Land Sachsen-Anhalt nahm mit einer Million Menschen im Jahr 1949 zunächst die meisten Vertriebenen auf. Stammten in der DDR über 70 Prozent der Vertriebenen aus den bisherigen deutschen Ostgebieten jenseits von Oder und Neiße und weitere 20 Prozent aus der Tschechoslowakei, lag in Sachsen-Anhalt der Anteil der Sudetendeutschen bei einem überdurchschnittlichen Drittel aller Vertriebenen. Die besatzungsrechtlichen Bestimmungen der SMAD sowie die ostdeutsche Landesgesetzgebung in der SBZ/DDR machten eine Rückkehr der „Umsiedler“ in ihre Herkunftsgebiete östlich der Oder-Neiße-Grenze unmöglich, das Görlitzer Abkommen von 1950 schrieb sodann die Westgrenze Polens zwischen den beiden sozialistischen Bruderländern fest. Nicht zuletzt die Vertreibung oder Abwanderung ideologisch missliebiger früherer gesellschaftlicher Eliten führte in der DDR unter der Prämisse unbedingter politischer Konformität zu drastisch erhöhten sozialen Aufstiegschancen der Neubürger. Die auf diese Weise zwangsmobilisierte DDR entwickelte sich zur „erste[n] moderne[n] Gesellschaft auf deutschem Boden“, in der die „Herkunftsgesellschaft […] ganz und gar einer – nur eben mit seltsamen Maßstäben messenden – Leistungsgesellschaft Raum gegeben“ hatte.

## „Entnazifizierung“ und „Reeducation“

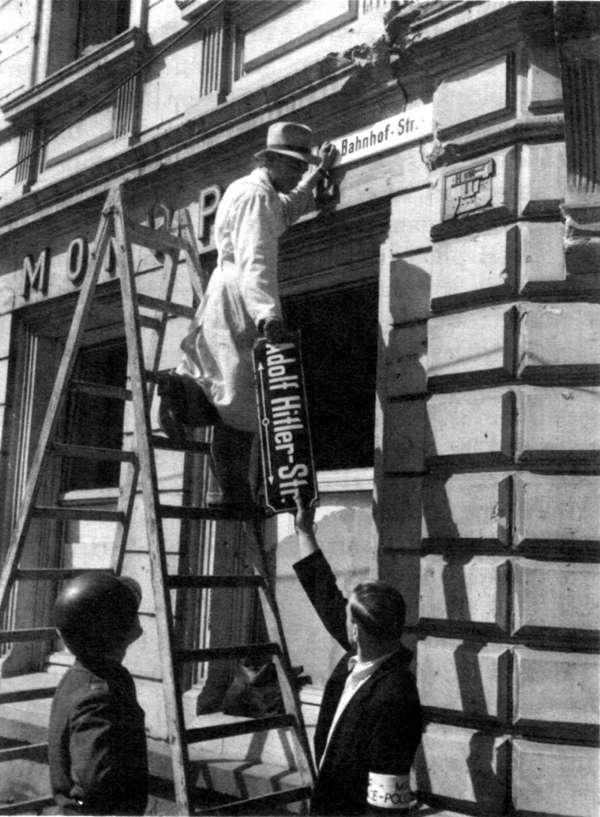
Eine ehemalige „Adolf-Hitler-Straße“, hier am Hotel Monopol in Trier, wird wieder zur „Bahnhof-Straße“.

### Entnazifizierung
Nach dem Potsdamer Abkommen sollten die deutsche und österreichische Gesellschaft, Kultur, Presse, Ökonomie, Jurisdiktion und Politik von allen Einflüssen des Nationalsozialismus befreit werden. Dies sollte im Zusammenhang einer umfassenden Demokratisierung und Entmilitarisierung geschehen.
Für die Einteilung der Bevölkerung gab es fünf Kategorien:
- Hauptschuldige (Kriegsverbrecher)
- Belastete (Aktivisten, Militaristen, Nutznießer)
- Minderbelastete
- Mitläufer
- Entlastete

Bei den Entnazifizierungs-Prozessen in den Westzonen kamen viele alte NS-Parteimitglieder zunehmend glimpflich davon. Dabei waren die Amerikaner von allen westlichen Alliierten die am stärksten auf Entnazifizierung bedachte Macht; allerdings konnten sie gegen die in der deutschen Bevölkerung weit verbreitete Schlussstrich-Mentalität schließlich immer weniger ausrichten. Auch ihre eigenen politischen Ziele – politische „Säuberung“ vs. Festigung einer marktwirtschaftlichen Bastion gegen den Sozialismus – widersprachen sich. Ferner waren in West wie Ost begehrte Fachkräfte und Experten oft von der „Entnazifizierung“ ausgenommen.
In der sowjetisch besetzten Ostzone fand 1947 der Prozess gegen NS-Verbrecher des Konzentrationslagers Sachsenhausen statt; gleichzeitig nutzte die Sowjetunion das Lager als Speziallager Sachsenhausen für eigene Zwecke weiter, wobei neben ehemaligen Nationalsozialisten auch unliebsame Sozialdemokraten, Liberale und Konservative inhaftiert wurden. Bis 1949 starben hier 12.000 Gefangene, unter anderen der bekannte Film- und Theater-Schauspieler Heinrich George. Das Lager blieb bis 1950 die größte Haftstätte der Ostzone. Internierungslager gab es allerdings in allen Zonen.
Bis 1950 wurden in den Westzonen von 6 Millionen Fällen 3,66 Millionen vor Gericht gebracht. Es wurden fast 1700 Personen als Hauptschuldige, 23.000 als Belastete, 150.000 als Minderbelastete, eine Million als Mitläufer und 1,2 Millionen unschuldig eingestuft. Im Osten waren bis März 1948 520.000 Entlassungen aus politischen Gründen vorgenommen worden.
Im Frühjahr 1948 lief in West- wie Ostzone die „heiße Phase“ der Entnazifizierung aus.

### Reeducation

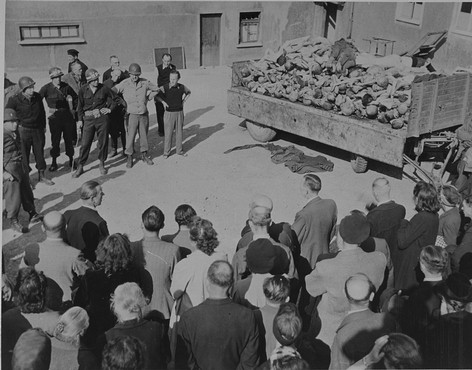
Nach der Befreiung des KZ Buchenwald konfrontierten die amerikanischen Truppen am 16. April etwa 1.000 Einwohner der Stadt Weimar mit den Leichenbergen im Konzentrationslager.

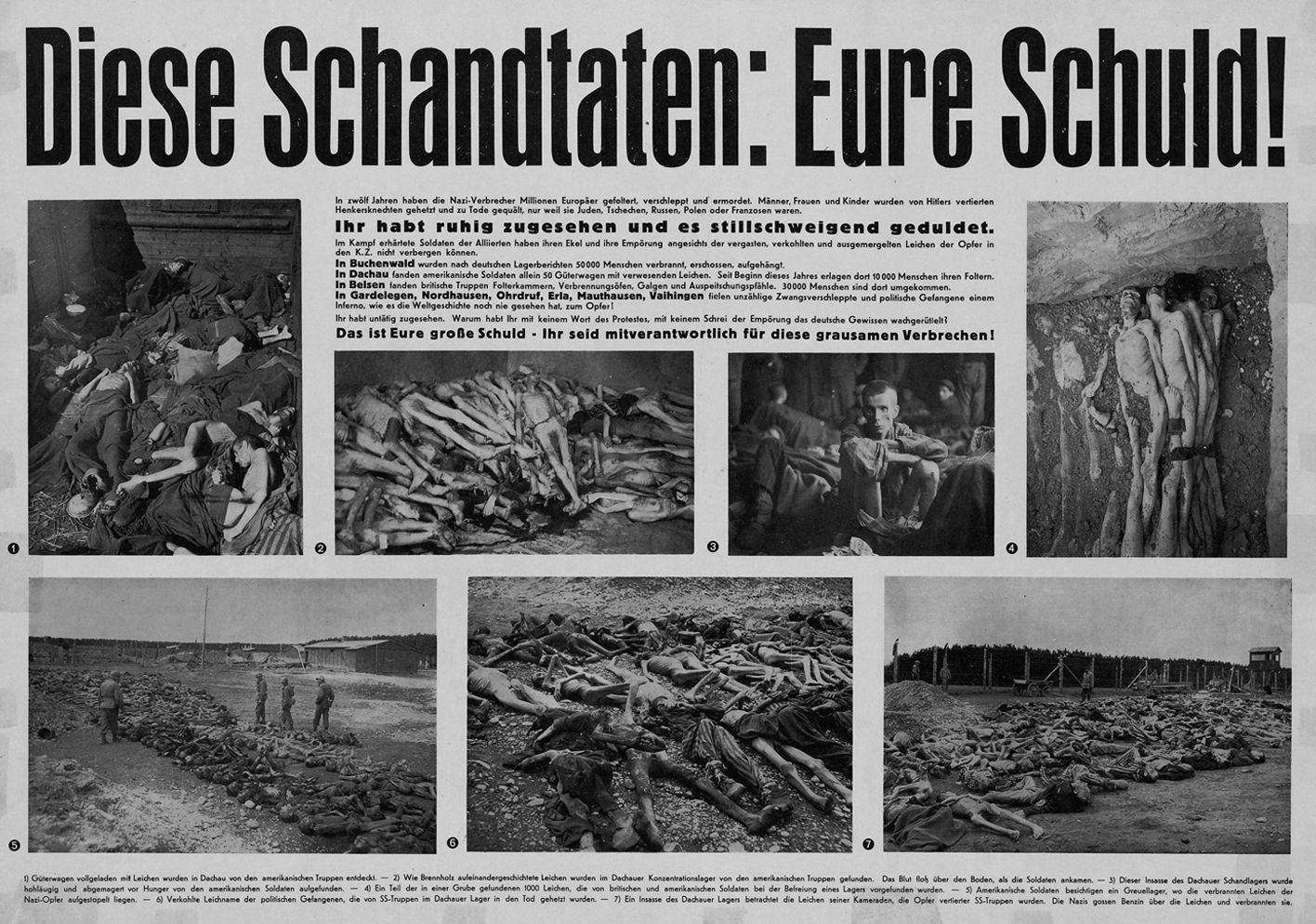
„Diese Schandtaten: Eure Schuld!“ – eines der Plakate der Kollektivschuld-Kampagne.

Eine Art Entnazifizierung der öffentlichen Kultur sollte in verschiedenen besetzten Zonen die Reeducation leisten: eine Aufklärung über den Nationalsozialismus und die entgegengesetzten Ziele der Demokratie, vermittelt beispielsweise über Literatur, Film, Vorträge und Kunstausstellungen. Zugrunde lag eine gewisse Angst der Alliierten, bei den Deutschen würde es sich um ein Volk im Banne der „Nazi-Verblendung“ handeln, und wohl auch der Schock über die Gräuel der Konzentrations- und Vernichtungslager. Tatsächlich legten die meisten Deutschen die NS-Ideologie – wenn sie denn wirklich bis in die letzten Kriegstage daran geglaubt hatten – erstaunlich schnell ab, waren auch mit ihren Alltagsproblemen mehr als genug beschäftigt. Ob hinter oberflächlichem Abschwören immer gleich tiefere Einsicht und echte Distanzierung zur NS-Zeit stand, war dabei weniger klar. Der Historiker Norbert Frei spricht gar von einer „mental […] durchaus weiter existenten Volksgemeinschaft“, die sich trotz demokratischer Reformen und zweifellos wirksamer Entnazifizierungs-Zäsuren bis in die 1960er Jahre erhalten hätte (vgl. auch „Vergangenheitsbewältigung“). Dies ist für die westdeutschen Länder gesagt – in Ostdeutschland gab es durch den offiziell verordneten Antifaschismus andere Bruchlinien zur Vergangenheit, aber durchaus auch sich weiterreichende autoritäre Traditionen.
Die politische Umerziehung hatte sich zunächst auch die Reform des sehr hierarchischen deutschen Bildungssystems zum Ziel gesetzt (etwa durch das Reform- und Laborschulkonzept eines John Dewey). Dies unterblieb teilweise und ist so bis in die Gegenwart Gegenstand bildungspolitischer Kontroversen.
Nach dem Krieg führte die Psychological Warfare Division des SHAEF eine Kollektivschuld-Kampagne durch: zum Beispiel mit Plakaten und Filmen wie Die Todesmühlen. Die alliierte Kollektivschuld-Richtlinie wurde später aufgehoben, weil sie das neue Ziel der Demokratisierung behinderte.
Direktive Nr. 1 von Robert A. McClure, Leiter der Information Control Division und Spezialist für psychologische Kriegsführung, an die USA Heeresgruppenpresse erläutert das Verfahren:

„Die ersten Schritte der Reeducation werden sich streng darauf beschränken, den Deutschen unwiderlegbare Fakten zu präsentieren, um ein Bewusstsein von Deutschlands Kriegsschuld zu erzeugen sowie einer Kollektivschuld für solche Verbrechen, wie sie in den Konzentrationslagern begangen wurden.“

## Parteigründungen in den Besatzungszonen
Bemühungen, in Deutschland wieder demokratische Parteien aufzubauen, setzten bereits 1945 ein. Sie wurden mit nur wenigen Ausnahmen von Vertretern des ehemaligen Weimarer Parteiensystems getragen, die die Jahre des Nationalsozialismus teils im Exil, teils im Inland verbracht hatten. Den nachhaltigsten Einfluss übten die Siegermächte aus, weil sie die Regierungsgewalt innehatten. Diese hatten allerdings keine detaillierten verbindlichen Absprachen über eine gemeinsame Deutschlandpolitik getroffen. Daher orientierten sich die einzelnen Besatzungsmächte an den unterschiedlichen internationalen Interessen ihrer jeweiligen Regierungen. Wie bei der Wirtschaftspolitik verfolgten die Siegermächte auch bei der politischen Neuorganisation ganz verschiedene Strategien. Die sowjetische Besatzungsmacht, die über die gezielte Installation aus dem Moskauer Exil eingeflogener Funktionäre der KPD, wie die Gruppe Ulbricht, in ihrer Zone den raschen Aufbau sowjetfreundlicher politischer Strukturen vorantrieb (→ Parteiwesen in der SBZ), ließ früh neue Parteigründungen zu. Im August 1945 einigten sich die Alliierten auf der Potsdamer Konferenz, dass demokratische politische Parteien in ganz Deutschland zugelassen werden sollten. Die amerikanischen Besatzungsbehörden gaben ihre Erlaubnis noch im August, die britischen im September. Frankreich folgte im Dezember 1945.
Die deutschen Kommunisten waren durch Verfolgung und stalinistische Säuberung vorerst noch geschwächt. Viele deutsche politische Kräfte versuchten eine Anknüpfung an die demokratischen Traditionen der Weimarer Republik, unter Umgehung der Schwächen dieses Systems. Selbst in eher bürgerlichen Parteien setzte man anfangs noch auf gemäßigte Formen des Sozialismus, war vor allem skeptisch gegenüber der in den NS-Rüstungsapparat verstrickt gewesenen Großindustrie (vgl. Ahlener Programm der CDU von 1947). Auch die Vertreter des sogenannten Ordoliberalismus, wichtige Anreger der späteren sozialen Marktwirtschaft der Bundesrepublik, wandten sich vehement gegen Kartelle, Monopole und Oligopole; die Rückkehr zur deutschen Tradition des Korporatismus der Wirtschaft und das schnelle Ende der alliierten Entflechtungspolitik wurde trotz dieser Lehre aber später effektiv nicht verhindert (vgl. auch Deutschland AG).
Am 6. November 1945 kam es zur Konstituierung des Länderrats der US-Zone in Stuttgart. Parteien wurden im amerikanisch besetzten Bayern ab Januar 1946 wieder zugelassen, zuerst die KPD, dann die SPD, schließlich CSU und FDP.
Bei den ersten Nachkriegs-Wahlen in Bayern (zur Verfassunggebenden Versammlung) trat auch noch eine Königs- und Heimatpartei an, die KPD erhielt wenig mehr als fünf Prozent. Auch in der britischen Zone traten ausgesprochen rechtskonservative Parteien an. Wirtschaftsminister in Bayern war 1945/46 Ludwig Erhard, später ein wichtiger Protagonist der Währungsreform und Marktwirtschaft in den Westzonen und in der jungen Bundesrepublik, deren zweiter Bundeskanzler er wurde.
Die SPD der Westzonen unter Schumacher war zunächst noch gegen eine unumwundene Westintegration, gleichfalls aber antikommunistisch eingestellt, auch wenn sich die Partei immer noch als marxistisch verstand. Angestrebt wurde ein neutrales Deutschland zwischen den Blöcken des Kapitalismus und Kommunismus.

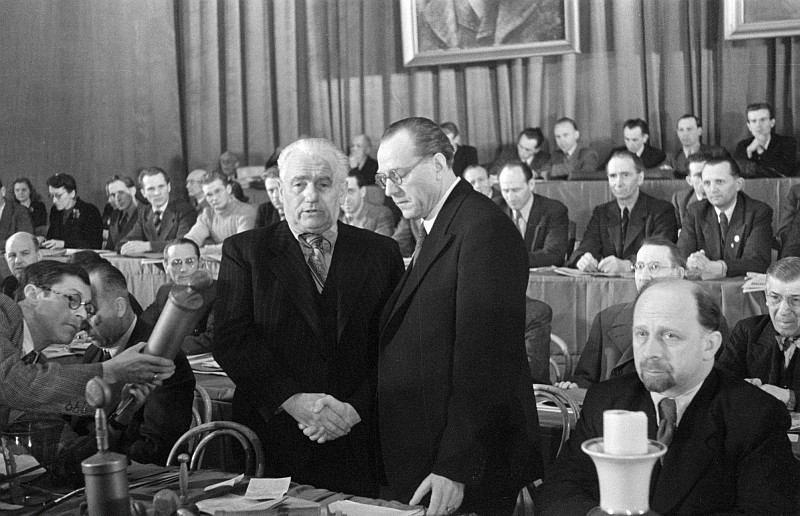
Vereinigungsparteitag von KPD und SPD zur SED in Berlin, April 1946. Der Händedruck zwischen Wilhelm Pieck und Otto Grotewohl wurde symbolisch im SED-Logo verewigt.

Die KPD suchte zunächst noch ein antifaschistisches Bündnis mit bürgerlich-demokratischen Kräften. Nach dem schlechten Abschneiden der Kommunisten bei Wahlen in Österreich und Ungarn versuchte sie jedoch mit Unterstützung der sowjetischen Militärregierung, einen Zusammenschluss von SPD und KPD in ganz Deutschland zu erreichen. Kurt Schumacher lehnte dies für die SPD der drei westlichen Besatzungszonen eindeutig ab, bei einer parteiinternen Abstimmung waren 82 Prozent der West-Berliner Sozialdemokraten dagegen. Entsprechende Abstimmungen in ihrem Machtbereich ließ die Sowjetunion nicht zu. Im April 1946 wurde die Fusion im Ostsektor unter sowjetischem Druck trotzdem durchgeführt.
Bei den ersten freien Wahlen in Berlin 1947 erhielt die SPD 49 Prozent der Stimmen, die als „Sozialistische Einheitspartei Deutschlands“ firmierende Fusionspartei lediglich 20 Prozent. Danach mied die SED wirklich freie Wahlen, die anderen in der SBZ zugelassenen Parteien (LDPD u. a.) wurden nach und nach gleichgeschaltet und zu Blockparteien. Die SED wurde dann um 1948 endgültig zur Kaderpartei.
Im Oktober 1946 bezeichnet Stalin die „Westgrenze Polens als endgültig“.
Von der Ostzone aus baute der junge Erich Honecker derweil die Organisation der Freien Deutschen Jugend (FDJ) auf, diese verdrängte durch sozialistische Propaganda bald christliche Jugendgruppen. Ende 1947 wurden die Sektorengrenzen Berlins erstmals gekennzeichnet.
Am 25. Februar 1947 beschloss der Alliierte Kontrollrat das Kontrollratsgesetz Nr. 46 zur Auflösung Preußens („Die Wurzel allen Übels“, Churchill in Teheran 1943).
Im Januar 1949 gliederte Polen nach Abschluss der Vertreibung die früheren deutschen Ostgebiete politisch in seine Staatsverwaltung ein (zuvor wurden sie durch ein Sonderministerium verwaltet). De facto wurden diese damit Teil Polens, de jure erst 1990.

## Kultur

### Bildende Kunst
In den Bildenden Künsten wurden in Westdeutschland früh die von den Nationalsozialisten als „entartet“ verfemten Künstler rehabilitiert, zum Beispiel der aus der Bauhaus-Tradition stammende Willi Baumeister zum Kunstprofessor in Stuttgart berufen (1946). Man war im Westen um einen Anschluss an die internationalen Trends der modernen Malerei bemüht (Abstraktion etc.). Die herausragende Bedeutung der deutschen Kunstszene vor 1933 wurde aber nicht wieder erreicht. Im nicht völlig zerstörten Berliner Stadtschloss gab es eine Ausstellung moderner Kunst, der Maler Max Pechstein lehrte ebenfalls ab 1947 in Berlin.

### Musik und Theater
1947 durfte auch der „entnazifizierte“ Wilhelm Furtwängler wieder die Berliner Philharmoniker – nun im Titania-Palast – dirigieren. Im selben Jahr wurde auch das Sartre-Stück „Die Fliegen“ im Hebbel-Theater aufgeführt. Gustaf Gründgens inszenierte ebenfalls erneut in Berlin. Das politische Kabarett erblühte nach langer Unterbrechung in Deutschland. Auch Operettenaufführungen und Revuen im Friedrichstadt-Palast gab es schon zwei Jahre nach Kriegsende wieder.

### Film
Als erster deutscher Nachkriegsfilm hatte 1946 der DEFA-Spielfilm Die Mörder sind unter uns, unter anderem mit Hildegard Knef, Premiere.

### Radio

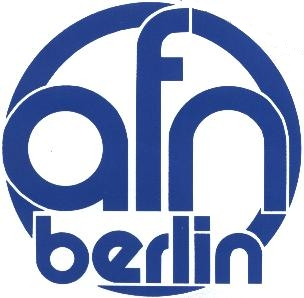
Senderlogo

Alliierte Soldatensender (AFN etc.) bekamen erheblichen Einfluss auf den Unterhaltungsmusikgeschmack junger Deutscher. Jazz und Swing, später auch Rock ’n’ Roll wurden populär. In der britischen Besatzungszone wurde nach Vorbild der BBC der NWDR aufgebaut: Statt staatlicher Propaganda soll objektive, unabhängige Berichterstattung gesendet werden.
Überhaupt kam dem Rundfunk als einzigem täglich zugänglichen Massenmedium wieder eine wichtige Funktion für die Kunst zu – siehe etwa Wolfgang Borcherts Hörspiel Draußen vor der Tür. Ein bekannter Theaterkritiker wurde in dieser Zeit der Berliner Friedrich Luft mit seiner im Radio ausgestrahlten Stimme der Kritik.

## Der Weg zur Gründung zweier deutscher Staaten

### Gründung der Bizone
Die Länder der amerikanischen und britischen Zone beschlossen im September 1946 die Koordination ihrer Verwaltungen. Der US-amerikanische Außenminister James F. Byrnes wies auf die Notwendigkeit der wirtschaftlichen Einheit Deutschlands hin. Am 1. Januar 1947 wurden die beiden Zonen wirtschaftlich zur Bizone vereinigt. Später folgte auch die administrative Annäherung, der Weg zu einem „westdeutschen Teilstaat“ war vorgezeichnet. Am 29. Mai 1947 wurde ein Abkommen zwischen der amerikanischen und britischen Militärregierung über die Einrichtung eines gemeinsamen Wirtschaftsrates unterzeichnet.
Auf der Münchener Ministerpräsidentenkonferenz erörterten Vertreter aller deutschen Länder vom 6. bis 8. Juni 1947 die wirtschaftliche Notlage Deutschlands. Es sollte vor allem eine Regelung zur Überwindung der schlechten Versorgungslage gefunden werden. Die Konferenz scheiterte mit der Abreise des Ministerpräsidenten der sowjetischen Besatzungszone bereits am Vorabend der Konferenz, da die Erörterung einer deutschen Zentralregierung den Vertretern der französischen Zone von der dortigen Besatzungsmacht verboten worden war. Um diese Zeit sprach auch der spätere Staatsratsvorsitzende der DDR, Walter Ulbricht, vor der Münchener Feldherrnhalle und forderte nochmals zur gesamtdeutschen Einführung des sozialistischen Systems auf.
Frankreich schloss sich mit seiner Besatzungszone im Südwesten Deutschlands erst 1948 und nur zögerlich der Bizone an, dadurch entstand die Trizone. Karl Berbuer schrieb daraufhin den Trizonesien-Song „Wir sind die Eingeborenen von Trizonesien“.
Im März 1948 verließen die sowjetischen Vertreter aus Protest gegen die Londoner Sechsmächtekonferenz den Alliierten Kontrollrat, der damit endgültig seine Funktion verlor. Am 16. Juni 1948 verließ die sowjetische Delegation auch die Alliierte Kommandantur in Berlin.

### Währungsreform
Durch die Währungsreform von 1948 wurde am 21. Juni 1948 in den drei westlichen Besatzungszonen Deutschlands die Deutsche Mark eingeführt. Jede Person erhielt am 20. Juni – ein „Kopfgeld“ von 40 DM und einen Monat später 20 DM bar ausgezahlt.
Um nicht von den Restbeständen an Reichsmark aus den Westzonen überflutet zu werden, wurde in der Sowjetischen Besatzungszone zwei Tage später, am 23. Juni 1948, ebenfalls eine Währungsreform durchgeführt. Das sowjetische Regime verbot die Benutzung der neuen Westwährung und wollte die neu eingeführte Währung auf ganz Berlin ausweiten. Die Westmächte erklärten diese Anordnung in West-Berlin für ungültig und führten am 24. Juni auch dort die D-Mark ein.

### Berlin-Blockade und Luftbrücke

„Rosinenbomber“ 1948 (Fotografie von Henry Ries)

Aus Protest gegen die Einführung der DM in Westberlin unterbrach die Sowjetunion am 24. Juni 1948 alle Land- und Wasserverbindungen zwischen den westalliierten Besatzungszonen und West-Berlin für den Güterverkehr. Offen blieben lediglich die Luftkorridore. Der Personenverkehr war nicht betroffen. Daraufhin versorgten Amerikaner und Briten die Stadt aus der Luft, bald landete alle zwei Minuten ein Transportflugzeug im Westsektor, die meisten auf dem Flughafen Tempelhof. Moderne Radartechnik ermöglichte die enge Taktung. Trotzdem stürzten im Verlauf der Aktion insgesamt mehr als 70 Maschinen ab.
In dieser Situation empfanden die West-Berliner und auch die Westdeutschen den „Ami“ (Amerikaner) und den „Tommy“ (Briten) immer weniger als Besatzer denn als befreundete Mächte.
Am 9. September 1948 hielt Ernst Reuter (SPD) seine berühmte Berlin-Rede („Ihr Völker der Welt, schaut auf diese Stadt!“) am Brandenburger Tor vor 250.000 bis 300.000 Menschen. Am 30. November erklärte die sowjetische Administration den Berliner Magistrat für abgesetzt, freie Wahlen gab es daher am 5. Dezember nur in den Berliner Westsektoren. Ernst Reuter wurde zum Oberbürgermeister gewählt, nachdem die sowjetische Administration seinen Amtsantritt 1½ Jahre lang verzögert hatte.
Am 12. Mai 1949 wurde die Blockade Berlins nach elf Monaten aufgehoben.

### Gründung der Bundesrepublik Deutschland

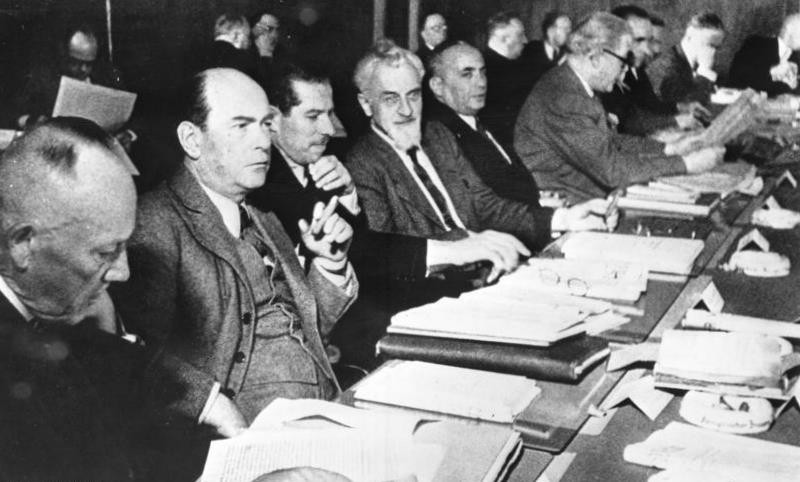
Rittersturz-Konferenz 1948

Am 1. Juli 1948 übergaben die Westmächte den Ministerpräsidenten der Westzonen die Frankfurter Dokumente, eine Aufforderung zur Bildung einer verfassunggebenden Versammlung. Auf der Rittersturz-Konferenz im Juli 1948 beschlossen die Regierungschefs der zwölf westdeutschen Länder die Gründung der Bundesrepublik Deutschland. Auf dem Verfassungskonvent auf Herrenchiemsee beriet ein Sachverständigenausschuss für Verfassungsfragen die Grundlage für die Arbeit des Parlamentarischen Rates. Dieser trat am 1. September 1948 in Bonn zusammen und erarbeitete dort das Grundgesetz für die Bundesrepublik Deutschland, das mit Ablauf des 23. Mai 1949 in Kraft trat; hierdurch wurde die neue Staatsform einer Bundesrepublik als streitbare Demokratie auf dem Fundament der freiheitlichen demokratischen Grundordnung errichtet. Am 14. August 1949 fand die erste Bundestagswahl statt. Am 7. September 1949 konstituierten sich der Bundesrat und der Bundestag.
Ein vollkommen souveräner deutscher (Teil-)Staat war damit noch nicht gegeben: Außenpolitik, Außenhandel und andere Ressorts unterstanden vorerst noch alliierter Kontrolle. Es entstand eine parlamentarische Demokratie. Für die neue Verfassung und die politischen Rahmenbedingungen galt:

„Inhaltlich […] zeigt das Grundgesetz durch seinen offenen Charakter und vor allem durch die Tatsache, dass es von allen relevanten Gruppen – anders als die Weimarer Verfassung – politisch wirklich akzeptiert wurde, ein wesentliches Stück Neuordnung, durch die jede pauschale zeitgenössische und spätere Restaurationskritik nachdrücklich in Frage gestellt wird.“

### Gründung der DDR
Am 7. Oktober 1949 fand ein Fackelzug anlässlich der Gründung der Deutschen Demokratischen Republik statt. Wilhelm Pieck wurde Präsident des neuen Staates. Es entstand eine sogenannte Volksdemokratie.

## Film
- Germany – Made in USA. Wie US-Agenten Nachkriegsdeutschland steuerten. Dokumentation, Deutschland, 45 Min., 1999, Regie: Joachim Schröder, Produktion: WDR-Nachtkultur, Erstausstrahlung: 26. Mai 1999 (Inhaltsangabe (Memento vom 25. Dezember 2004 im Internet Archive) des WDR)